# FLASH IN JAPAN
「FLASH IN JAPAN」（フラッシュ・イン・ジャパン）は、1987年に発売された、矢沢永吉の楽曲。同曲を収録したシングルとアルバムも本稿にて記述する。

## 概要
- 広島市への原子爆弾投下を題材にした反戦歌である。
- 作詞・作曲のMichael Lunnは、矢沢が日本人であることは知っていたものの、広島県出身であることを知らず作詞した。後日、矢沢が広島県出身であること、さらに父親が原爆後遺症により早世したことを知り、その偶然に驚いたという。
- ミュージック・ビデオの撮影は原爆ドームで行われた。その映像の冒頭には「広島 HIROSHIMA」、最後には「平和 PEACE」と、それぞれ表示される。
- 映画『グッバイ・ヒーロー』エンディング・挿入歌。
- 1990年、オーストラリアのバンド・The Bombersによってカバーされる。

## 収録作品

### シングル
1. FLASH IN JAPAN （1987年5月13日）
全米でのみ発売。
A面収録「FLASH IN JAPAN」はシングル・バージョンとなっている。
B面はアルバム『東京ナイト』より「YOKO」を収録。

### アルバム
1. FLASH IN JAPAN（1987年5月18日） ※全米盤
2. BALLAD（1988年3月25日） ※ベスト・アルバム
3. STAND UP!!（1989年2月15日） ※ライブ・アルバム
4. THE ORIGINAL（1990年10月31日） ※ベスト・アルバム
5. FLASH IN JAPAN（1999年12月24日） ※日本盤、本稿で記述

### 映像作品
- EIKICHI YAZAWA VIDEO CLIPS （1993年）
ミュージック・ビデオ収録のVHSビデオ・LD
- THE FILMS VIDEO CLIPS 1982-2001 （2001年）
ミュージック・ビデオ収録のDVD
- ROCK 'N' ROLL KNIGHT2 （2004年）
ライブDVD

## アルバム
- 矢沢永吉の15枚目のスタジオ・アルバム。これまで全米で発売された前2作（『YAZAWA』、『YAZAWA It's Just Rock'n Roll』）は、日本国内でも同時期に発売されたが、このアルバムは当初日本では発売されなかった。
- 内容は新曲2曲に加え、アルバム『YOKOHAMA二十才(ハタチ)まえ』『東京ナイト』からセレクトした楽曲を収録。うち3曲は英詞として、ボーカルが新録される。
- 1999年、全米盤の発売より12年半が経過後、ジャケット等の装丁を一新した日本盤が初めて発売された。[1]
- 日本盤は初回生産限定盤のみ矢沢からのクリスマスプレゼントとして、8cmCDが封入された。[2]

### 収録曲
作曲：矢沢永吉（特記以外）
1. SOMETHING REAL (4:10)
  - 作詞・作曲：Richard Page,Steve George,John Lang
  - Mr.ミスターのリチャード・ペイジ、スティーヴ・ジョージらによる楽曲で、Mr.ミスターとしてもセルフカヴァーをリリースしている（原曲は1986年の米映画『栄光のエンブレム』のサウンドトラックに収録されたヴァージョンが初出）。後に1988年発売のベスト・アルバム『ROCK'N ROLL』に収録された。
  - 映画『グッバイ・ヒーロー』オープニングテーマ。
2. TAKE IT TIME (4:20)
  - 作詞：ちあき哲也　
  - アルバム『YOKOHAMA二十才(ハタチ)まえ』収録。
3. FLASH IN JAPAN (4:41)
  - 作詞・作曲：Michael Lunn
4. ISLAND HOTEL (3:45)
  - 作詞：山川啓介　
  - アルバム『東京ナイト』収録。
5. SECRET LOVE (4:28)
  - 作詞：Debbie Pearl、アンドリュー・ゴールド　
  - アルバム『東京ナイト』収録「エイシャン・シー」の英詞版。
6. TOKYO NIGHTS (4:12)
  - 作詞：John Bettis
  - アルバム『東京ナイト』収録「東京ナイト」の英詞版。
7. Long Night(Samayoi) (3:59)
  - 作詞：ちあき哲也
  - アルバム『東京ナイト』収録「さまよい」（題名が英語になったのみで曲は同じ）。
8. YOKO (3:56)
  - 作詞：ちあき哲也
  - アルバム『東京ナイト』収録。「FLASH IN JAPAN」のB面曲。
9. UMBRELLA (4:36)
  - 作詞：ちあき哲也
  - アルバム『東京ナイト』収録「傘」（題名が英語になったのみで曲は同じ）。
10. HURRICANE (4:03)
  - 作詞：アンドリュー・ゴールド
  - アルバム『東京ナイト』収録「止まらないHa〜Ha」の英詞版。
  - 後に1997年発売のベスト・アルバム『E.Y 80'S』にも収録された。

### 日本盤初回生産限定盤封入CD
1. Wonderful Life(1999.9.15.LIVE vers.) (5:57)
  - 作詞：高橋研
  - 1999年9月15日開催「TONIGHT THE NIGHT!〜ありがとうが爆発する夜〜」からのライブテイク。